# Proctacanthus gracilis
Proctacanthus gracilis là một loài ruồi trong họ Asilidae. Proctacanthus gracilis được Bromley miêu tả năm 1928. Loài này phân bố ở vùng Tân Bắc giới.